# Dypterygia lignaris
Dypterygia lignaris är en fjärilsart som beskrevs av William Schaus 1898. Dypterygia lignaris ingår i släktet Dypterygia och familjen nattflyn. Inga underarter finns listade i Catalogue of Life.